# Flávio Koutzii
Flávio Koutzii (Porto Alegre, 1943) é um político brasileiro, filiado ao Partido dos Trabalhadores (PT).
Foi eleito deputado estadual pelo Rio grande do Sul na 48ª legislatura (1991 — 1995), na 49.ª legislatura (1995 — 1999), na 50ª legislatura (1999 — 2003), na 51ª legislatura (2003 — 2007).